# مسجد ريجنت بارك
المركز الثقافي الإسلامي في لندن، (بالإنجليزية: London Central Mosque)‏، (المعروف أيضا باسم مسجد لندن المركزي ، أو مسجد ريجنت بارك)، قرب ريجنت بارك في لندن، إنجلترا. هو مجموعة من المباني الرشيقة ذات الطابع الإسلامي المتميز، حيث يوجد مسجد يتسع لـ 5000 مصلٍّ ، وبه مصلى خاص للسيدات، يطل على شرفة القاعة الرئيسية في المسجد. كما يضم مكتبة تتسع لمائة ألف كتاب ، وقاعة كبيرة للمحاضرات، ومقر للمجلس وموظفيه، ومساكن للقائمين على المركز. تم تصميمه من قبل السير فريدريك جيبيرد، تأسس في عام 1944م. كمركز مؤقت، واعيد بناءه وأنجز في عام 1978م. وموقعه بالقرب من حدائق (ريجنت)، في وسط العاصمة البريطانية لندن. ويعد المركز الثقافي الإسلامي في لندن من أقدم المراكز الثقافية الإسلامية في أوروبا، ويقوم بدور مهم في مجال تعزيز الحوار والتفاهم بين المسلمين وغير المسلمين، ونشر الثقافة الإسلامية واللغة العربية في بريطانيا.
ويعتبر المركز الثقافي الإسلامي في لندن، مركزاً للثقافة الإسلامية، كونه يوفّر لأطفال المسلمين والمجتمع الإسلامي في بريطانيا تعاليم عن ديانتهم، ويشكّل نقطة التقاء روحاني بين المسلمين في بريطانيا. ويلعب دوراً كبيراً كمركز يجمع الجالية المسلمة في لندن، حيث يتم تنظيم الاحتفالات والحلقات الدينية للم شمل المسلمين في بريطانيا، وكذلك الندوات التي تسهم بالتعريف بالدين الإسلامي. في يوم 16 نوفمبر من كل عام، تدعو إدارة المسجد إلى حضور حلقة تعريفية للمسلمين الجدد وغيرهم من المهتمين بالتعرف على تعاليم الشريعة الإسلامية، هذا بالإضافة إلى غيرها من الدورات التعليمية كدروس الصلاة والتفسير.

## خلفية تاريخية
في الوقت الذي كانت فيه بريطانيا توسع من نفوذها في العديد من مناطق العالم كان يزيد إذ ذاك عدد المسلمين بين رعاياها على عدد المسيحيين، الأمر الذي فتح المجال أمام فكرة بناء مركز لتجمع المسلمين فيها، إلا أن الإنجليز لم يهتموا كثيرًا بهذا الأمر علمًا بأن المبلغ المقترح لبناء هذا المسجد قد تعهد به سلطان حيدر أباد.
وقدمت عدة جهود لبناء مسجد في لندن عام 1931 ، بما في ذلك 1900 التي بدأها اللورد هيدلي الذي اعتنق الإسلام 1937، على أيدي مدرّسه خواجة كمال الدين. وضع اللورد هيدلي خططاً لبناء مسجد في لندن، وتم تمويله من قبل نزام من حيدر أباد، وحصل على قطعة أرض من قبل سمو الأمير عزام جاه الابن الأكبر لمير عثمان علي خان وآخر حاكم من دولة حيدر أباد، بيد أنّ المحاولات باءت بالفشل على الرغم من وضع حجر الأساس يوم الجمعة 4 يونيو 1937م.
استمرّت محاولات بناء مسجد في لندن في عام 1939 و1940، مع اللورد لويد أولبرايت، وزير الدولة لشؤون المستعمرات، والرئيس السابق للمجلس الثقافي البريطاني، كما أرسل اللورد لويد، مذكّرة إلى رئيس وزراء بريطانيا، والذي يشير، من بين أمور أخرى ” لندن تحتوي على أكثر المسلمين من أي عاصمة أوروبية أخرى ولكن في الإمبراطورية لدينا والتي تحتوي في الواقع على المسلمين أكثر من المسيحيين غير ملائمة وينبغي أن تكون هناك مكان للعبادة المركزية للمسلمين.
أما السبب الكامن وراء قيام مسجد لندن المركزي، فتختلف حوله الروايات، ويقول البعض إنّه بني خلال الحرب العالمية الثانية، وجاء تقديراً للجهود والتضحيات التي بذلها الجنود الهنود المسلمون دفاعاً عن بريطانيا في المعارك، ما أدّى إلى تخصيص رئيس وزراء بريطانيا آنذاك، ونستون تشرشل، في 24 أكتوبر تشرين الأول 1940 مبلغ 100 ألف باوند لشراء موقع لبناء مسجد، حتى وقع الاختيار على بقعة في منطقة ريجنتس بارك في لندن".
وبدوره قام اللورد «لويد» بنقل الفكرة لرئيس وزراء بريطانيا آنذاك «نيفل تشمبرين» مذكرًا إياه بأن الحكومة المصرية سبق لها أن تبرعت قبل ذلك بسنوات بأرض في قلب القاهرة للجالية البريطانية في مصر، لتقيم عليها كنيسة خاصة بها، فاستجاب رئيس الوزراء لهذا المقترح وأمر بتقديم مساعدة مالية ضخمة من الخزانة البريطانية لتمويل هذا المشروع.
وأقتنعت الحكومة البريطانية عام 1940 لتقديم موقع للمسجد في لندن للمجتمع المسلم من بريطانيا العظمى، في 24 اكتوبر تشرشل مجلس الوزراء اجاز تخصيص 100,000 جنيه استرليني لشراء موقع المسجد في لندن، وكان القصد لتمكين المسلمين في بريطانيا لبناء مسجد ومركز ثقافي إسلامي، حتى يتمكنوا من إجراء الشؤون المتعلقة بدينهم، وكان القصد أيضا هدية بمثابة تحية إلى الآلاف من الجنود الهنود الذين توفيوا مسلمين للدفاع عن الإمبراطورية البريطانية.
ويرجّح آخرون أنّه منذ نحو ما يزيد عن سبعين عاماً، قدّم فاروق الأول، ملك مصر والسودان، أرضاً لبريطانيا لبناء كاتدرائية أنغليكانية في المنطقة، ما دفع الملك جورج السادس إلى منح أرض للمجتمع المسلم في البلاد لبناء جامع عليها كرد جميل للملك فاروق. ولم يقتصر الأمر على ذلك، بل افتتح الملك جورج السادس في عام 1944، المركز الإسلامي الثقافي، الذي شمل في ما بعد المسجد الذي يعرف اليوم باسم «مسجد ريجنتس بارك»، يدعى باسم «مسجد لندن المركزي».

## نشأته وفكرته

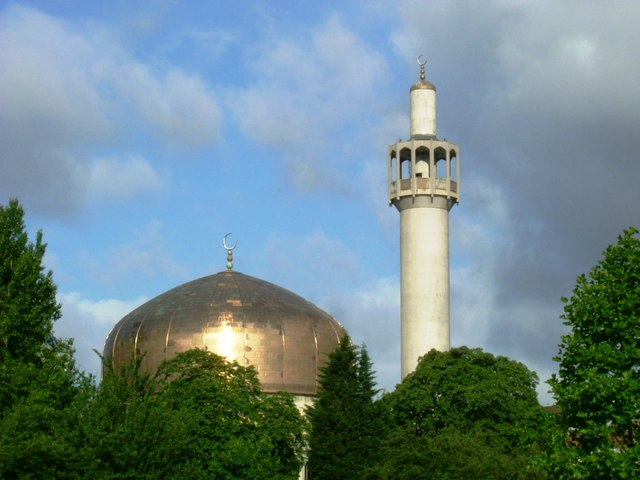
مسجد لندن المركزي

نشأت فكرته منذ سنة (1361هـ - 1942م) عندما افتتح الملك جورج أحد مساجد العاصمة البريطانية، وتبرع نظام حيدر آباد حاكم إمارة حيدر آباد (سابقا) بمبلغ 85 ألف جنيه إسترليني لبناء مركز إسلامي بلندن.
وعمل القائمون على هذا المركز بجد ونشاط فقاموا بتأسيس مكتبة ضخمة تضم آلاف الكتب المتنوعة، كما عملوا على تجهيز قاعة للصلاة تتسع لآلاف المصلين، وقاموا بتهيئة بقية أجزاء المبنى لأعمال المعهد الثقافي الإسلامي، كما قاموا بالإعداد لإصدار مجلة دينية ثقافية باللغة الإنجليزية تصدر بانتظام، وقد عُهد بتحريرها لسكرتير المعهد الثقافي الشيخ «علي عبد القادر» فكان المركز أشبه ما يكون بخلية نشيطة تواصل عملها بالليل والنهار، وبقي هذا المركز الإسلامي الضخم يمثل المسلمين في بريطانيا إلى ما بعد الحرب العالمية الثانية حيث بدأ المسلمون ومجلس أمناء لندن يفكرون بإنشاء مسجد ضخم وجامع يمثل العالم الإسلامي أجمع.
في سنة (1364هـ - 1944م)، تأسست هيئة لهذا الغرض من سفراء السعودية ومصر والعراق والأردن، وقامت بشراء دار متواضعة لهذه الغاية في وسط لندن، وبعد هذه المرحلة تمت الموافقة بصعوبة على تصريح البناء.
وفي العام 1969م قام سفراء الدول الإسلامية بتحريك المشروع ثانية فطرح بناء المسجد من جديد وقدموا عدة تصاميم لعرب وبريطانيين للجنة التحكيم فاختارت تصميمًا لأحد المهندسين البريطانيين، وبالفعل كان تصميمه مشروعًا أنيقًا بديعًا ولكن اللجنة المؤلفة من ثلاثة أعضاء مختصين بينهم مسلم واحد أجرت عليه بعض التعديلات الطفيفة. كمركز مؤقت ظل حتى سنة (1393هـ - 1973م)، وبعد الحصول على تصريح البناء بدأ العمل الفعلي بالبناء.
لاقت فكرة بناء المسجد قبولًا عامًا في لندن، وبدأ القائمون على المشروع يعدون العدة الاقتصادية والفنية، وقاموا بإعداد تصميم للبناء المقترح قدمه المهندس المصري «رمزي عمر»، وأُرسي حجر الأساس فعلًا عام 1954م إلا أن تنفيذ البناء تأخر نظرًا لعدم توافر الأموال اللازمة التي قدرت بربع مليون جنيه، وزاد أمد هذا التأخير بعض الأحداث السياسية كحرب السويس عام 1956م فاضطر القائمون على المشروع إلى الانتظار حتى عام 1959م حيث جمعوا الأموال وهيئوا الظروف للبدء بالبناء إلا أن بلدية لندن ولجنة الفنون الجميلة رفضت مخطط البناء بحجة أنه يخالف الهيئة العامة للمدينة ولا ينسجم مع الطراز المعماري الإغريقي للمباني المحيطة بحي «ريجنت» فتوقف العمل من جديد وثبطت الهمم حتى عام 1969م.
بدأت أعمال البناء مطلع عام 1974 مع مجمع المسجد المبنى الرئيسي الذي يضم قاعات الصلاة للرجال والسيدات الرئيسية، المكتبة، واكتمل العمل في شهر يوليو 1977 عن التكلفة الإجمالية 6.5 مليون جنيه استرليني.
حيث كانت بداية بناء المركز الإسلامي الجديد في لندن، وقد تم بناء المركز الثقافي الإسلامي بلندن في سنة (1397هـ - 1977م)، وموقعه بالقرب من حدائق (ريجنت)، وقدرت التكاليف بحوالي خمسة ملايين جنيه إسترليني، وأسهمت المملكة العربية السعودية بمليونين، واشتركت في التمويل دولة الإمارات العربية المتحدة، والكويت، وبعض الدول العربية والإسلامية، وقد تعهدت المملكة العربية السعودية برصد بعض الأموال لتكون بمثابة وقف دائم للإسهام في مصاريف المركز الإسلامي بلندن.
كانت التكلفة العامة لهذا المشروع عالية جدًا حيث وصلت إلى ستة ملايين جنيه ما كان يمكن تأمينها لولا فضل الله الذي سخر بعض الحكومات الإسلامية التي تعلم جيدًا الأهمية الحضارية والثقافية والدينية لمثل هذا المسجد الكبير في لندن عاصمة الإمبراطورية البريطانية السابقة.

## التصميم
أنجز التصميم المميّز للمسجد، السير فريدريك جيبيرد، المهندس الإنكليزي، الذي فاز بمسابقة دولية مفتوحة لتصميم المبنى، التي أطلقها القيّمون على المسجد للحصول على بناء هندسي بديع يعكس التراث الإسلامي، وذلك بعد مشاركته فيها إلى جانب مئات من المصمّمين المسلمين وغير المسلمين في عام 1969. هذا، وتميّز المسجد بقبّته الذهبية البارزة المزخرفة من الداخل بأشكال هندسية جميلة. انتهى العمل في المسجد عام 1977، وهو يعتبر أحد أكبر المساجد في بريطانيا، إذ تتسع قاعته الرئيسية لنحو خمسة آلاف من المصلّين، مع توفّر شرفة للنساء مطلّة على البهو، الذي توزّعت في جنباته بعض قطع الأثاث وتوسطته سجادة كبيرة، كما أضاءت قاعته ثريّا ضخمة.

## مكونات المركز
يتكون من أربع وحدات رئيسية هي: المسجد الكبير المكتسي بالتصميم الإسلامي المعروف، ويتكون المركز فضلا عن المسجد، مبناه الإداري، وقاعة كبيرة للمحاضرات، ومتجر الكتب، والمطعم، بالإضافة إلى حديقة كبيرة ومواقف للسيارات، وهو ما يؤهله ليكون مرجعًا مناسبًا وحيويًا للجالية المسلمة في لندن. ويحتوي المركز على 15 موظفا، بخلاف المدرسين الذين يدرسون المواد الإسلامية والعربية في عطلة نهاية الأسبوع (السبت والأحد) في بريطانيا، وصل عددهم أيضا لـ15 مدرسا ، ومن المركز الثقافي الذي يتكون مبنى المركز من ثلاثة طوابق، يحتوي الطابق السفلي على قاعة كبيرة للمحاضرات، والطابق الأرضي يشتمل على المسجد الذي يتسع 5000 مصلٍّ ، وكذلك يشمل مساكن القائمين على المركز ومكاتب العاملين، أما الدور العلوي فمخصص للمكتبة، وبه حجرة للمطالعة، ويحيط بالمركز حديقة كبيرة تستخدم كامتداد للمسجد. ويمكن كذلك استخدام قاعة المحاضرات للصلاة. ومباني السكن، ووحدة الخدمات، سيشاهد وهو مقبل عليه منارة بيضاء كبيرة ترتفع بعزة وعظمة ليستقر فوقها هلال كبير في بلاد تشعر المساجد فيها بالغربة، ويبلغ ارتفاع هذه المنارة حوالي 50 مترًا، وبداخلها سلم حلزوني ومصعد كهربائي يصعد إلى شرفة الأذان الرئيسية.

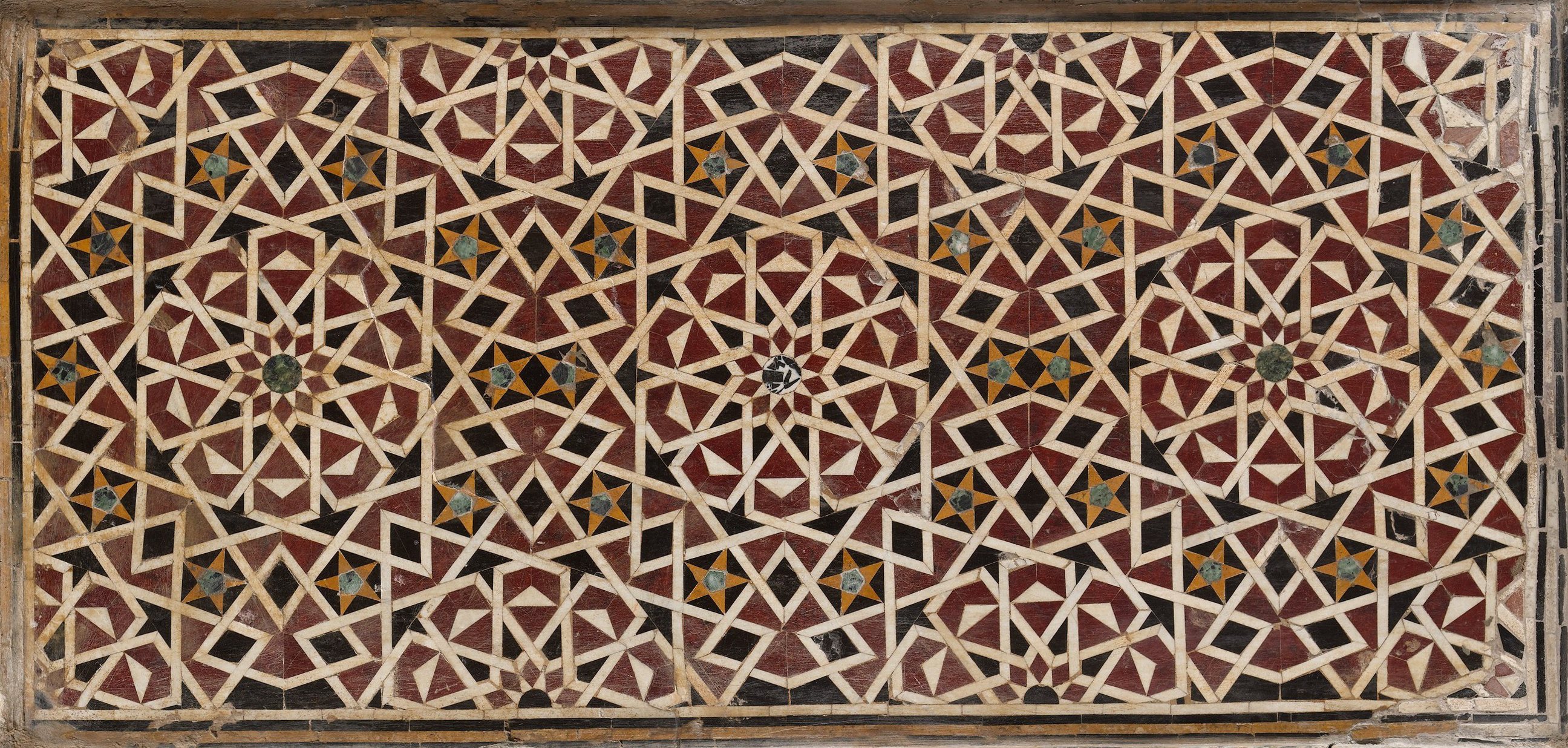
فسيفساء صنعت من الرخام

كما تعلو المسجد قبة نحاسية مغلفة بالبلاستك لحمايتها من تأثيرات الجو، كما أن هيكلها محاط بوحدات وعوارض واقية ضد ضغط الرياح.
ويرتفع فوق القبة الهلال الإسلامي شامخًا على عمود من النحاس فيه ثلاث كرات نحاسية متتابعة، وأما سقف القبة من الداخل فقد زُيّن بالفسيفساء التركي، كما عهد بأعمال الزخرفة على الجدران والأخشاب إلى متخصصين من المغرب والجزائر وتونس.
والداخل إلى صحن المسجد الفسيح سيمتع ناظره بالتصميم البديع وخصوصًا أرضيته التي رُصفت بالرخام الأبيض ويزداد المنظر جمالًا عندما تقف في وسط الصحن لتشاهد قاعة الصلاة حيث تفصل بينهما أروقة تحاكي بجمالها المساجد القديمة، وعندما تدخل إلى قاعة الصلاة المنارة بثريات ضخمة بديعة المنظر ستؤخذ بجمالها، كما تزين النوافذ فيها بسواتر خشبية محفورة بزخارف إسلامية نفيسة.
ويتكون المسجد من طابقين، وبكل طابق قاعة كبرى للصلاة، فأما الطابق الأعلى منهما فهو مبنى المسجد، ويقوم بصفة أساسية على أربعة أعمدة توجد ظاهرة بالقاعة الكبرى بالطابق الأسفل، وقد شيدت على أعلى قواعد أشبه بالعمائم المخروطة الشكل تحت السقف.
وفي الطابق السفلي (القبو) يوجد عدَّة حجرات خُصصت للمحاضرات والاجتماعات والفصول الدراسيّة، ويمكن إزالة الحواجز الفاصلة بين هذه الحجرات لتستخدم مكانًا للصلاة في التجمعات والمناسبات، وجميع الأدوار مجهزة بالخدمات الصحية والفنية.
هذا وقد اعتنى القائمون على بنائه بالمرافق الملحقة فخصصوا جناحًا للسكن وهو عبارة عن ثلاثة طوابق تضم أربع شقق، وإلى جانبه مكان خصص لتجهيز الموتى على الطريقة الإسلامية.
ويعتبر المركز الثقافي الإسلامي مؤسسة بريطانية إسلامية كبيرة، تعد من أوائل المؤسسات الإسلامية في لندن، وتتمتع بشهرة واسعة خاصة بين أفراد الجالية المسلمة، ويدعمه في ذلك موقعه الاستراتيجي، حيث يقع في وسط العاصمة البريطانية تقريبًا. وافتتح المركز منذ وقت طويل، حيث كانت بداياته عام 1944.

## مجلس أمناء المركز
يتكون أعضاء مجلس أمناء المركز من مجموعة من سفراء الدول الإسلامية والعربية والخليجية بقرابة الـ 19 دولة، فهذا يهيئ دعما ماديا جيدا للمركز، ويشير مديره الدكتور أحمد الدبيان: «سفارات الدول العربية عامة، لا سيما الخليجية تقدم دعما جيدا لنا في المركز وهو ما يساعدنا كثيرا في تقديم شيء من رسالتنا وواجبنا تجاه الجالية المسلمة، والحقيقة أن الدعم المكثف الذي يأتينا من دول الخليج في مقدمتها السعودية، يجعلنا نشعر بمزيد من الاطمئنان حول قدرتنا على مواصلة التواصل مع الجالية المسلمة، وما يقوم به الأمير محمد بن نواف بن عبد العزيز السفير السعودي في لندن من اهتمام وتواصل مع المركز، هو بمثابة التميز لمركزنا، ولا تقل أهمية علاقاتنا الأخرى مع دول مثل باكستان ومصر والمغرب والأردن واليمن والكويت وعمان والإمارات وقطر والبحرين وغيرها من الدول الإسلامية الأخرى».

## أهداف المركز
من أهم أهداف المركز خدمة الدين الإسلامي والتعريف به وتقديمه لغير المسلمين بالحكمة والموعظة الحسنة رعاية الهوية الإسلامية ودعم تعليم العلوم الإسلامية واللغة العربية، وكل هذا الي جانب هدف يسعي الي تحقيقه وهو بناء جسور التقارب بين المسلمين وغير المسلمين ومساعدة الشباب كي يندمجوا في مجتمعاتهم في جو من الثقة بالنفس والعمل المثمر، والاهتمام بالأسرة المسلمة والمساعدة علي تحقيق مصالحهم وتعزيز القيم الإسلامية والمنهج الوسطي ، ويهدف المركز الي الحفاظ علي الهوية وعدم ذوبانها في محيط الهويات الأخرى.
لدى المركز امكانات كبيرة لخدمات النشاط الإسلامي على اختلاف أنواعه ولذلك تقصده كثير من الجهات الإسلامية والأكاديمية لتنفيذ بعض اعمالها فيه أو بالتعاون مع المركز والرسالة التي نوقشت كانت رسالة دكتوراة في علم الاصول من الجامعة المفتوحة في الولايات المتحدة واحد المناقشين هو فضيلة الدكتور انس أبو شادي نائب مدير المركز والمركز ليس جهة أكاديمية تعليمية بحتة ولكنه ينفذ برامج تعليمية وأكاديمية بالتعاون مع جهات أخرى.

## أنشطة المركز
يشرف المركز الإسلامي بلندن على العديد من الأنشطة الإسلامية أولها إقامة الشعائر الدينية، وتحديد مواقيت الصلاة في لندن كل عام، والاحتفال بالمناسبات الدينية، وعقد وتوثيق الزواج حسب الشريعة الإسلامية، وإقامة صلاة الجنازة، والإجابة عن الاستفسارات والخدمات الدينية، كما يقوم بدور هام في رعاية وتوجيه من يعتنقون الإسلام حديثا، ويقدر عدد هؤلاء في السنوات الماضية بحوالي 300 مسلم سنويا، كما يقوم المجلس بالإجابة عن الاستفسارات عن الإسلام من طلاب الجامعات البريطانية والمهتمين بالدراسات الإسلامية.
ويستفيد من المركز كذلك الناشئون والشباب عن طريق مجموعة من الخدمات التربوية، وأهمها مدرسة نهاية الأسبوع) (بالإنجليزية: WEEK END SCHOOL)‏، وهي مدرسة تضم 480 طالبا وطالبة في الوقت الحاضر، وتهدف إلى تقديم تعليم تكميلي إسلامي، ولها فرعان: الدراسات الإسلامية باللغة الإنجليزية، والدراسات العربية باللغة العربية. وقد تمكنت هذه المدرسة من تحضير الطالب للحصول على شهادة GCSE حسب النظام البريطاني ولقيت اعترافا بذلك لدى الجهات الرسمية. ويتألف جهازها الإداري والتعليمي من 4 اداريين و 16 معلما. ويبلغ عدد الذين استفادوا من المدرسة منذ انشائها سنة 1980م حوالي 000.20 طالب من أبناء المسلمين في لندن.
أما الصغار والأطفال في السنوات الأولى من المدرسة الابتدائية فيستفيدون من برامج المركز بالدورات التربوية الإسلامية، وقد افتتح المركز قبل مدة قصيرة مجموعة من دورات التربية الإسلامية للأطفال (بالإنجليزية: ISLAMIC EDUCATION COURSES FOR CHILDREN)‏، وهي دورات بدأت بتحفيظ القرآن الكريم، وانطلقت بداياتها منذ سنة 1998م على هيئة دورات لتحفيظ القرآن الكريم برعاية أحد المحسنين ثم تم التعديل فيها سنة 2001م لتشمل دروسا تربوية في الأخلاق كالصدق وبر الوالدين وأساسيات العبادة التي تهم الطفل كالوضوء والصلاة مع حفظ مجموعة سور من كتاب الله الكريم. وهي أربعة مستويات حسب العمر، وتضم حوالي 100 طفل مسلم.
ولدى المركز للصغار جدا في عمر الحضانة روضة الأطفال (بالإنجليزية: NURSERY)‏، وهي روضة إسلامية يومية تحظى باعتراف الجهات الرسمية المختصة وتشرف عليها، ويبلغ عدد الأطفال فيها الآن 30 طفلا، وعدد العاملات فيها 4 مربيات متخصصات.
وللمسلمين الجدد هناك مجموعة إسلاميك سيركل) (بالإنجليزية: Islamic Circle )‏ (وهي حلقات توعية أسبوعية خاصة بالمسلمين الجدد. وهدفها توعية وتعليم للمسلمين الجدد وتبصيرهم بأمر دينهم وتقوية الروابط والعلاقات بينهم.
ولغير المسلمين كذلك مشاركة في البرامج الصحية في المركز، كما ان المدارس البريطانية تزور المركز كل يوم على مدار العام كله.

## الأنشطة الثقافية
يرتبط هذا الجانب بالنشاط الديني، ويتمثل في إلقاء المحاضرات التي تتناول مختلف جوانب الحياة، ويلقيها عدد من المفكرين المسلمين، كما يقوم المركز بتلبية دعوات الكنائس والجامعات والمدارس بإرسال محاضرين عن الإسلام، كما يرسل متحدثين إلى الاجتماعات والمؤتمرات التي تعقدها الجمعيات والمنظمات الإسلامية خارج لندن 
ويُرسل المدرسون إلى الفصول المعدة لتعليم أبناء الجالية المسلمة، وقد بلغ عدد هذه الفصول أكثر من 30 فصلا تضم حوالي ألف طالب، ويزور المركز عدد كبير من المدرسين والطلبة البريطانيين، ويعرض أفلاما تسجيلية عن الإسلام والحياة الإسلامية، ويستخدم في عروضه الوسائل السمعية والبصرية.
فلقد عُني مسجد لندن منذ تأسيسه بالجانب العلمي والثقافي للمسلمين في هذه البلاد وذلك من خلال مركزه الثقافي ومكتبته الضخمة التي تحتوي على أكثر من خمسة عشر ألف كتاب في شتى العلوم الإسلامية، وقد صُممت لتتسع لأكثر من خمسين ألف مجلد، وبداخل المكتبة حجرة واسعة ومجهزة للمطالعة تتسع لحوالي 150 قارئ، وتقدم خدمات رفيعة للباحثين والزائرين.
فالمركز الإسلامي في لندن لا يزال يتمتع بدوره الديني والثقافي والاجتماعي لعموم المسلمين في لندن والذين زاد عددهم عن (2.5) مليون مسلم، ويقوم بالعناية بالصِلات الوثيقة مع الهيئات والمؤسسات الثقافية في البلاد الإسلامية وغيرها لما فيه مصلحة المسلمين.
ويؤدي المركز دورًا جيدًا لإقامة علاقات اجتماعية طيبة بين الجاليات الإسلامية والسلطات والمجتمع البريطاني، ليكون بذلك منارة من منارات الإسلام تنشر الخير والأخلاق الرفيعة والعفة في بلاد الغرب، الأمر الذي استرعى انتباه وإعجاب الكثير من المسؤولين وصناع القرار في بريطانيا.

## النشاط الاجتماعي

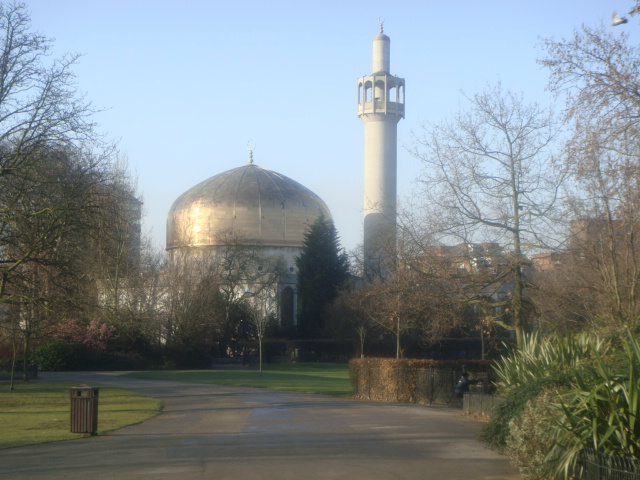
المركز من جانب الحديقة

أهم الأنشطة في هذا المجال تتمثل فيما يقدمه المركز من عون مالي للمحتاجين من أفراد الجالية المسلمة، فيساعد الطلاب المحتاجين، ويسهم في حل مشكلات الأسر المسلمة في بريطانيا، وينظم زيارات للمرضى القادمين للعلاج، كما يقوم برعاية المسجونين من المسلمين، ويقوم بتنظيم حملات لجمع التبرعات للمتضررين والمنكوبين.
أعتني بمسجد لندن منذ تأسيسه ليكون جامعًا يؤدي أدوارًا اجتماعية وأسرية، فهو يفتح أبوابه من طلوع الفجر إلى ما بعد صلاة العشاء لتأدية الصلوات الخمس، وفي يوم الجمعة يزدحم بمئات المصلين الذي يرتفع عددهم في الصيف إلى الآلاف.
أما في عيدي الفطر والأضحى فيشارك في الصلاة أكثر من خمسة عشر ألفًا يؤدون الصلاة في جماعات متتابعة. كما تجرى في المسجد عقود الزواج بين المسلمين، ويحتفظ بسجلات خاصة بذلك، ويتدخل لنصح الأزواج وتسوية الخلافات داخل الأسر.
وللمسجد دور اجتماعي كبير من خلال زيارته للسجون وتعهده لمساجين المسلمين وزيارتهم وتخفيف المصاب عنهم، وكثيرًا ما تتم زيارة المرضى بالمستشفيات وإهداؤهم المصاحف والكتب الدينية. ويحتفظ كذلك بعناوين المحلات التي يتوفر فيها اللحم الحلال، إضافة إلى قائمة بعناوين المساجد والهيئات الدينية في كثير من مدن بريطانيا والعالم. هذا ويسجل المسجد العديد من حالات إشهار إسلام المهتدين الجدد.
ومن الخدمات المهمة التي يقدمها المركز لجنة الفتوى التي يشرف عليها فضيلة الدكتور أنس أبوشادي نائب مدير المركز، وهي ذات أهمية خاصة في بلد لا يوجد فيه جهات شرعية رسمية للمسلمين، ويستفيد منها عدد كبير من المسلمين من لندن وخارجها، خاصة بعد وجود ركن الفتوى في شبكة الإنترنت.
وفي مجال التوعية الإسلامية والتوجيه الديني يقدم المركز الدروس والمحاضرات اليومية التي يقوم بها المشايخ والأئمة في المسجد، وهذه موجهة للكبار.

## الأنشطة الإعلامية
يصدر المركز مجلة علمية، يشارك فيها عدد من الباحثين والكتاب الأكاديميين من مختلف أنحاء العالم ، لطرح الرؤى العلمية والمناقشات المتعلقة بمستقبل وحضارة وماضي العالم الإسلامي، وفاق عدد مجلداتها خمسين مجلدا ، متاحة في المكتبة المركزية التي تضم حوالي 20 ألف كتاب، إلى جانب مدرسة تكميلية تدرّس 200 طالب ، تلحقهم بدورات لتعليم العلوم الشرعية ، واللغة العربية لغير الناطقين بها . مشيراً إلى ان المركز يستضيف الوفود الزائرة من وزارتي الخارجية والداخلية البريطانيتين، والمجالس البلدية المحلية، كما تتوافد الشخصيات الإسلامية والسفراء الغربيون وغيرهم لزيارة المركز، والإطلاع على إنجازاته.

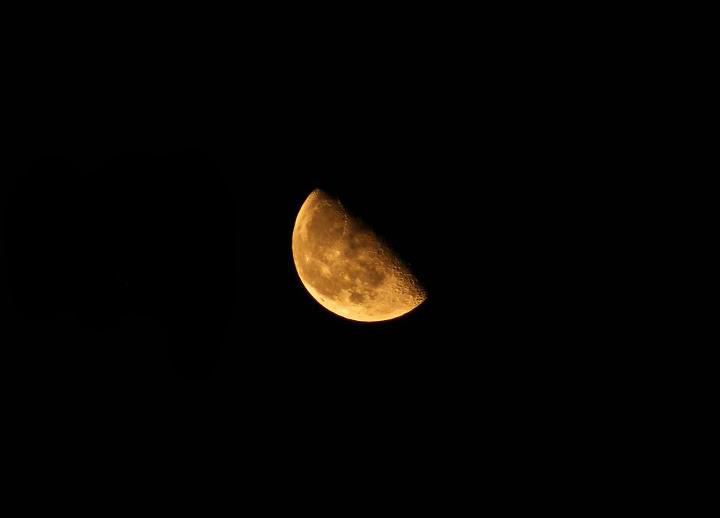
القمر في ليلة 20 رمضان

كما يصدر المركز مجلة ربع سنوية باللغة الإنجليزية، ويشرف على عدة فصول تمارس التعليم خلال العطلات الأسبوعية، ويحضر 15 ألف طفل مسلم دروس عطلة نهاية الأسبوع في المركز.
وتصدر عن هذا المركز مجلة فصلية باللغة الإنجليزية لها وزنها لدى الهيئات العلمية. كما يُصدر المركز إخبارية عن المسلمين ونشاطات المركز وبعض الفتاوى المتعلقة بفقه الجاليات والأقليات، والتوجيهات الخاصة بهم.
وقد أصدر المركز كتبًا عدة تناولت مواضيع مهمة كالصلاة والصيام والزكاة والحج، كما تناولت القضية الفلسطينية، وحقوق الإنسان، وقانون الأسرة، ومواقيت الصلاة وإمساكية شهر رمضان. كما ينظّم المركز فصولًا دراسية في عطلة نهاية الأسبوع، ويدعو كبار المفكرين والعلماء المسلمين لإلقاء محاضرات وعقد ندوات. وقد شكل المسجد لجنة لمراقبة الهلال والعناية بالتقويم الهجري، تُدعى «لجنة رؤية الهلال» تجتمع دوريًا بالمركز.
كما يتعاون مع عدد من المؤسسات المحلية بلندن، لإقامة البرامج التي تخدم المجتمع المدني كبرامج الأطفال ومرضى القلب ومكافحة الإيدز وبرامج الشباب وغيرها.

## الجالية المسلمة

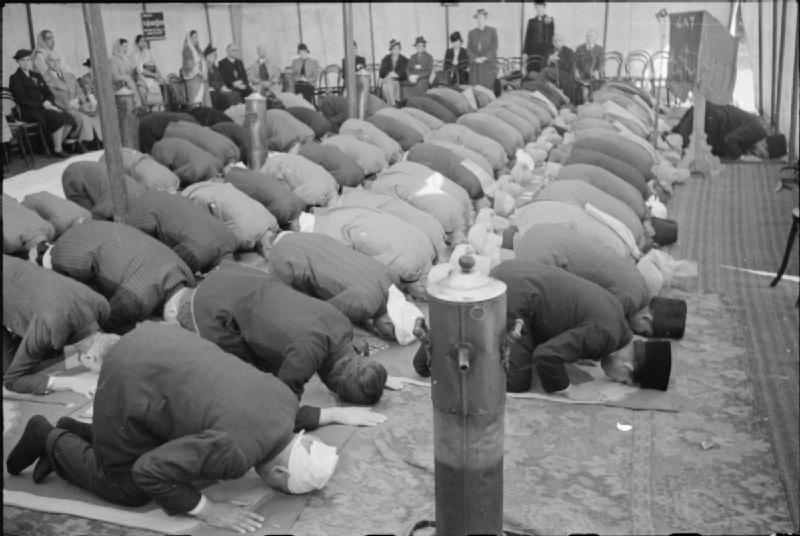
المسلمون في بريطانيا 1941 م

تضم المنطقة التي يقع فيها المركز كثيرًا من الجالية المسلمة، ويسهل تواصلهم مع المركز في ظل وجود مساحات كبيرة بجوار المسجد التابع للمركز، ولذلك يتوافد الألوف للمركز طوال العام. ويزدادون في شهر رمضان المعظم الذي يحرص المسؤولون خلاله على تقديم بعض البرامج منها محاضرة يومية يلقيها عدد من المتخصصين، سواء عن الجوانب الدينية أو الجوانب الحياتية الأخرى كالصحة والعلاقات الاجتماعية، وتستمر طوال شهر رمضان، كما أنه يقدم 800 وجبة إفطار صائم يوميا، لتتجاوز الألف وجبة خلال عطلة نهاية الأسبوع، بالإضافة إلى وجود مطعم يقدم وجبات قيمة وبسعر مناسب للموجودين في المسجد، ما بعد صلاة المغرب وحتى وقت متأخر من الليل. كما يقصده أسبوعياً ما يقارب عشرة آلاف مصل وزائر ، إلى جانب زيارات المدارس البريطانية ، ويصل عددهم سنوياً 12 ألف طالب 

### نشر القرآن
يحرص عدد من الجالية المسلمة على نشر نسخ القرآن الكريم في بريطانيا، ولذلك يجدون دعما كبيرا من المركز الثقافي الإسلامي في ذلك، حيث يستفيد المركز الإسلامي من الأعداد الكبيرة من المصاحف التي تصله من مركز الملك فهد لطباعة المصحف، ويدعم هذا التوجه وزارة الشؤون الإسلامية في المملكة، ليقوم المركز بتوزيعها على الجالية المسلمة التي تساهم في نشر القرآن الكريم، في طباعة ذات جودة عالية وبمختلف اللغات، ولا يتوقف الأمر عند ذلك، بل هناك عدد من الكتب الدينية التي يجدها مرتادو المركز الإسلامي، وكذلك المساجد في لندن، والمراكز الإسلامية الأخرى والمدارس وبعض السجون.
وفي مناسبات عديدة على مدار السنة وتزداد في شهر رمضان يتم توزيع التمور والتي تعد رمز الوجبات الغذائية لدى المسلمين، ويأتي ذلك بدعم من الأمير سلطان بن عبد العزيز، ويستفيد من ذلك مجموعة من الجمعيات والمساجد والمراكز الإسلامية في بريطانيا.
ويقدم المركز كذلك مجموعات كبيرة من كتاب الله الكريم على سبيل الإهداء إلى الأفراد والجماعات ويبلغ ما يقدمه في الشهر الواحد حوالي 5000 مطبوعة من قرآن وكتب ونحو ذلك، ويبلغ التوزيع ذروته في شهر رمضان فعلى سبيل المثال بلغ التوزيع في عام 2000م. أكثر من 21000 نسخة. وهذه المصاحف من مطبوعات مجمع الملك فهد لطباعة المصحف الشريف.
إلى جانب ذلك، تشمل تجهيزات المركز أيضا واحدة من أكبر وأعرق المكتبات الإسلامية، الغنية بمجموعة من الكتب التاريخية باللغتين العربية والإنجليزية، بالإضافة إلى نسخ مُترجمة عن القرآن الكريم  إلى عدة لغات أوروبية وهندية. وتضم المكتبة صالة للقراءة مجهزة بخدمة الـ Wi-Fi للأكاديميين والباحثين.

#### الإمامة والقراء
يحرص المركز الثقافي الإسلامي على وجود عدد من القراء المعروفين لإمامة الصلوات في المركز على مدار السنة، لا سيما في شهر رمضان، ويتداول على المركز الكثير من القراء المشهورين من مختلف الدول الإسلامية، لترتيب حلقات لحفظ وتصحيح تلاوة القرآن الكريم، ومجموعة من قراء الأزهر المعروفين، أمثال الشيخ الشحات شاهين، والشيخ محمود عصفور، كما تساهم وزارة الشؤون الإسلامية في السعودية، بإرسال عدد من الدعاة وكذلك القراء للمساعدة في التناوب على إمامة صلاة التراويح، مثل الشيخ عبد الرحمن بن عبد الكريم، والشيخ محمود عبد الحي، والشيخ محمد عبد السلام، وتشارك مؤسسة الحسن المغربية من المغرب في إيفاد بعض القراء أيضا، والهدف من تنويع الأئمة هو سماع قراءات مختلفة، وكل شيخ حسب أجوائه الخاصة به، والتي توفر الخشوع والأجواء الروحانية بطعم مختلف للمصلين، الذين يتفاعلون مع جهود المركز بحضور عدد كبير منهم. وذلك لامامة صلاة التراويح والتلاوة المجودة عدة مرات في اليوم الواحد وسيسهم هذا في اضفاء روح الصفاء والروحانية علي حلقات التلاوة بين المسلمين.

### شهر رمضان
خلال شهر رمضان يتوجه المركز الي جميع فئات المسلمين، الي جانب ترتيب دعوات الي مجموعات من غير المسلمين الي المشاركة في الإطار جماعي ، كي يحقق منها مزيد من العلاقات القوية بين المسلمين وغير المسلمين ويسهم أيضا في بناء اواصر من الروابط الهامة ، ونصيب الشباب من هذا الشهر كبير فهم عماد هذه الامة وقد أطلق المركز الثقافي الإسلامي برنامج خاص للشباب خلال شهر رمضان ويطلق عليه اسم برنامج “الحكمة” يهدف الي احتضان الشباب الصغار من طلاب المدارس لتقويتهم في دروس اللغة العربية والدين الإسلامي ورفع مستوي اهتماماتهم في مباديء الدين الإسلامي ، اما فئة الأطفال فلهم اهتمام خاص فلدى المركز يوما احتفاليا للاطفال كي يتعرفوا علي فرحة العيد وممارسة الشعائر الإسلامية مع عائلاتهم، الي جانب تعريفهم بابسط الملامح الخاصة بالإسلام والمسلمين.

### صندوق الزكاة
لدى المركز خدمة خاصة يقدمها بل يتفوق فيها وهي صندوق الزكاة فهذا الصندوق ينشط كثيرا خلال شهر رمضان، حيث يسد حاجة المسلمين من الاسر الفقيرة ويساعد بعض الطلبة والطالبات خلال الشهر، الي جانب انه يقدم وجبات الإطار جماعي للجمهور القادم الي المركز بشكل يومي.
وذلك لدعم الأسر المسلمة المحتاجة، فلدى المركز الثقافي الإسلامي في لندن لجنة متكاملة في تحصيل الزكاة، وتوزيعها على المحتاجين من الجالية المسلمة، كما هو الحال مع زكاة عيد الفطر التي تستقبلها جمعيات الإغاثة، وجمعيات الأيتام.

### صندوق الإغاثة
هو صندوق خيري يقدم مساعدته للجمعيات والمؤسسات الإغاثية بالدرجة الأولى في المناطق المنكوبة في العالم.

### برنامج التوعية الصحية
برنامج التوعية الصحية للجالية المسلمة، بالتعاون مع وزارة الصحة البريطانية، وهدفه تنظيم برامج توعية صحية كمكافحة التدخين والمخدرات وزيادة الوعي حول البيئة ونوعية الطعام والإجراءات الوقائية.
كما يتناول المركز الجانب الصحي للصائم سواء علي الصغير أو الكبير أو النساء اوالمرضي، وتشتمل أنواع الطعام التي ينبغي علي الصائم ان ينتبه اليها حفاظا علي صحته وعافيته خصوصا ان فترة الصيام تتعدي الـ 19 ساعة في النهار في لندن.

### الاحتياجات الخاصة
يهتم المركز أيضا بتنظيم نشاطات مكرسة لأصحاب الاحتياجات الخاصة، كالمؤتمر الخاص بالصم الذي استضافه المركز في شهر سبتمبر، بتنظيم من منظمة «Muslim Deaf UK». كما يستضيف المسجد بالتعاون مع مراكز إسلامية أخرى، معرضا إسلامي يهدف لزيادة فهم أبناء الجالية المسلمة لحياة الرسول صلى الله عليه وسلم ورسالة الدين الإسلامي.

### خدمات المسلمين في السجون
أن المركز الثقافي الإسلامي في لندن عضو في مجلس خدمات المسلمين في السجون وهو مجلس يضم مجموعة من المنظمات الإسلامية والمراكز وهدفه تقديم خدمات ورعاية دينية للمسلمين في السجون برفع مستوى الأئمة والتفاهم مع الجهات الرسمية لتسهيل أدائهم لشعائرهم الإسلامية وحصولهم على الطعام الحلال.
ويتبين لنا من الاحصائيات ان المسلمين في السجون البريطانية يبلغ عددهم 5000 سجين تقريبا، منهم حوالي 850 امرأة. وقد أصبح من الممكن الآن زيارة السجون وإرسال من يتفقدها، وينظر في حاجات المسلمين الدينية ويطالب إدارة السجن بتوفير مكان لصلاة الجمعة مثلا وتمكين المسلمين من ممارسة الصلوات والوضوء، وتوفير اللحوم الحلال ونحو ذلك.
ولدى المركز مشروع للسجون لمدة عام واحد، وهو يضع في خطته تنفيذ الآتي:
- تكليف موظف من المركز لهذا الأمر يتولى الزيارات للمسلمين في السجون وتوعيتهم وتفقد أمورهم وزيارة أئمة السجن.
- توفير 2000 سجادة للصلاة، للأفراد، لعدم تمكنهم من الصلاة جماعة في كل وقت.
- توفير نسخة من القرآن الكريم لكل سجين، وهذه من مجمع الملك فهد.
- طباعة مطبوعات عن الصلاة والصيام وأحكام الطهارة وبعض القضايا الايمانية والمواعظ بلغات مختلفة لتوزع في السجون ولتكوين مكتبات إسلامية في السجون.
- تأمين وجبات خفيفة وحلويات في المناسبات كالأعياد وتمور لشهر رمضان.

ولاشك أن للتوعية الدينية أهمية لمن هم في السجن، خاصة بعد ان تقطعت بهم الأسباب أووقعوا في حبائل الجريمة وغيرها، وقد لمس المركز حاجتهم إلى الرعاية الاجتماعية والتوعية الدينية، وحاليا يقوم اثنان من المركز بصلاة الجمعة والخطابة في اثنين من السجون. وتسهم وزارة الشؤون الإسلامية مشكورة كبير في هذا البرنامج باعداد المطبوعات وتوفير المصاحف.

### المصداقية

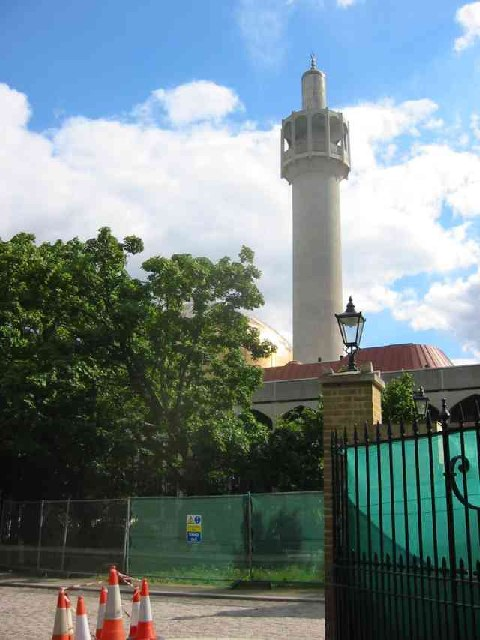
منارة المسجد من جانب حديقة ريجنت بارك

يتمتع المركز الثقافي الإسلامي في لندن بمصداقية ومكانة ما بين عدد كبير من الجالية المسلمة في بريطانيا، وكذلك الدوائر الرسمية في بريطانيا كوزارة الخارجية، والداخلية وعدد من الدوائر المدنية التي تعنى بالجانب الاجتماعي، ويرتبط بعلاقات أخرى مع جمعيات ومنظمات إسلامية أخرى، والتي تستفيد من مقر المركز في تنفيذ بعض البرامج، كما هو الحال مع رابطة العالم الإسلامي التي نظمت برنامج «نبي الرحمة» الذي يهتم بالتعريف برسول الله محمد صلى الله عليه وسلم  ونصرته.
وتتنوع مساعدات المركز الثقافي الإسلامي في لندن للجالية المسلمة بأشكال أخرى، فعلى سبيل المثال يقدم المركز المصاحف والكتب للمراكز الإسلامية الأخرى، وكذلك المساعدات المالية أيضا. كما أن هناك بعض السجون أيضا تقدم طلبات لمساعدات مالية لبعض مساجينها من الجالية المسلمة، ونحن نبادر في ذلك، ولدى المركز إمام من المغرب مختص في جوانب السجون، ولذلك يتوجه لها ويوفر برامج إرشادية للمساجين ومساعدتهم بدعم من المركز، كما أن المركز يقيم دورات للتعريف بالإسلام لعدد من الإدارات الحكومية البريطانية، كما حدث مع شرطة لندن، وموظفي قصر باكنغهام، وموظفي البريد.
يشهر ما يقارب 340 شخصاً إسلامهم سنوياً بعد المشاركة والوقوف على فعالياته، والتي من أهمها عقد حلقات وندوات للحوار مع غير المسلمين ، وخاصة من الجالية اليهودية، والكنائس البريطانية والأقليات الدينية الأخرى، وفتح أبواب المعرض الدائم للمركز، بالمناصفة مع رابطة العالم الإسلامي للتعريف بالإسلام ، والنبي صلى الله عليه وسلم للجميع ، والذي يقصده مئات من غير المسلمين وخاصة الطلاب، ويوزع على زائريه حوالي 30 ألف مصحف مطبوع سنوياً بلغات مختلفة، من مطبوعات مجمع الملك فهد لطباعة المصحف الشريف بالمدينة المنورة.

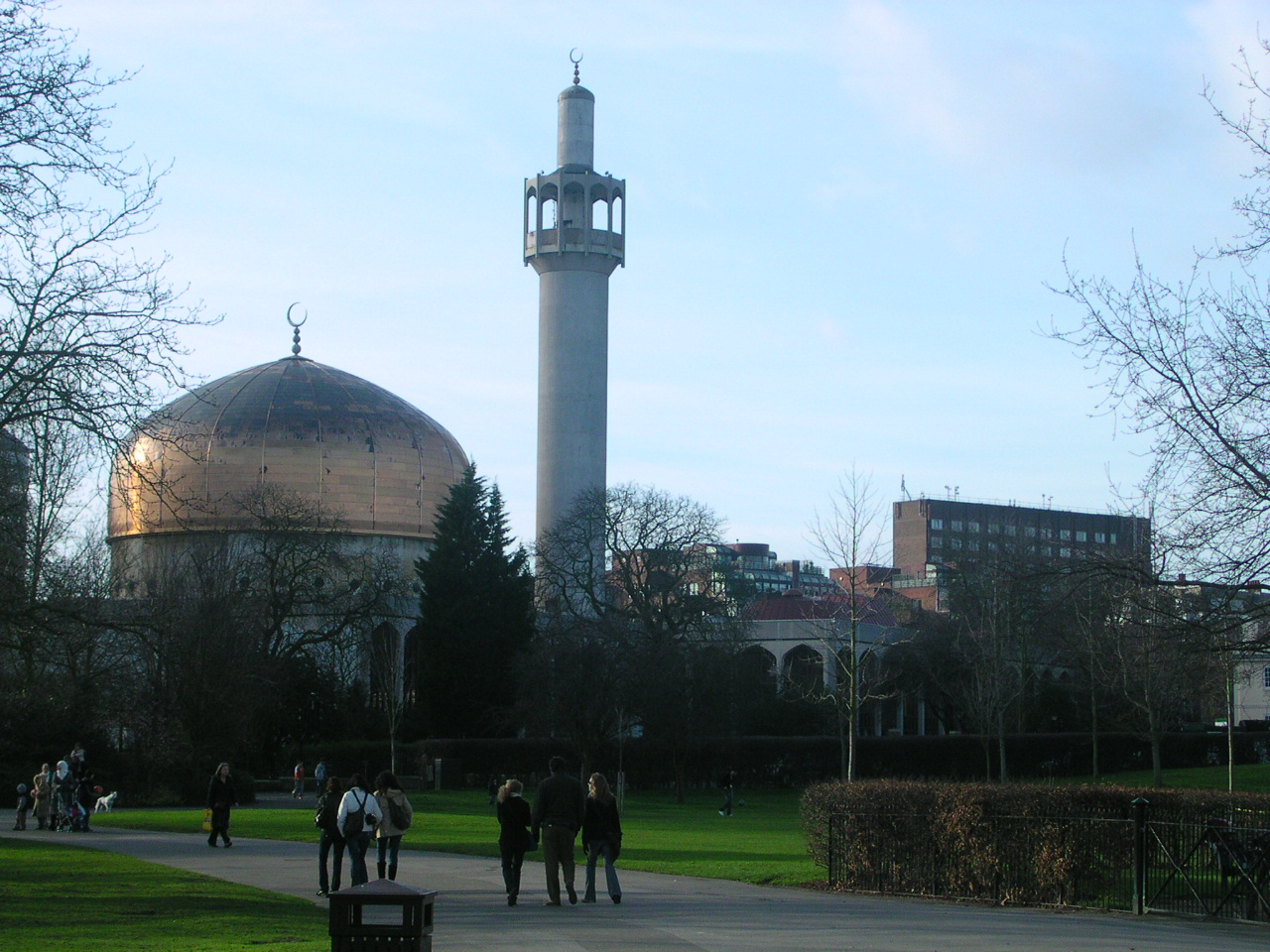
جانب ريجنت بارك

كما أن المركز يجتهد للقيام بدوره، ولكنه لا نستطيع بمفرده تغطية كافة احتياجات الجالية المسلمة، فالجالية تكبر مع الوقت وتكبر احتياجاتها معها، ويتوقع أن الجانب التعليمي هو أهم احتياجات الجالية المسلمة، ولا يقصد بذلك الجانب الديني كأداء الصلوات وبناء المساجد، فهذه متوفرة نسبيا، ولكن القصد هوالجانب التعليمي البحت، فهذا هو الجانب الأهم الذي يواجه الجالية بجانب الوضع الاجتماعي والمتعلق بالحفاظ على بناء الأسرة المسلمة.

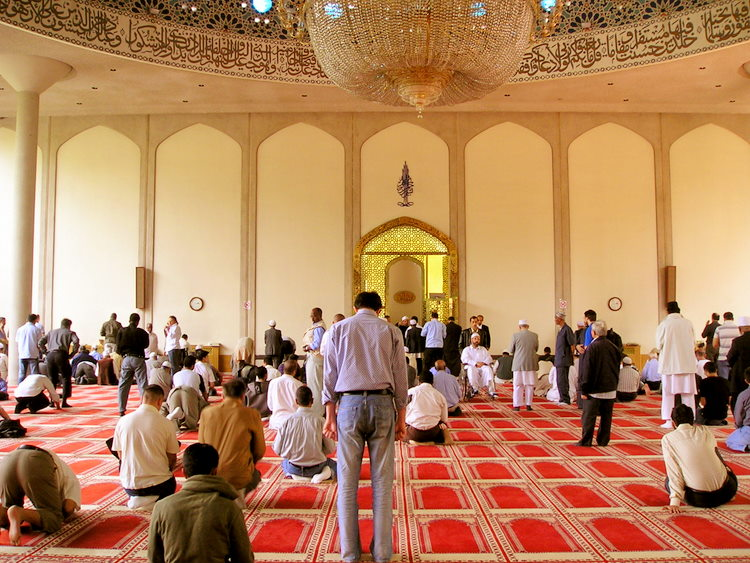
داخل المسجد

ولا تتوقف خدمات المركز عند الجالية المسلمة، بل تتعدى ذلك تجاه غير المسلمين، حيث تقام ندوات حوار الأديان بصورة دورية مع عدد من أتباع الديانات الأخرى كالهندوسية، والنصرانية، وكذلك اليهودية، وهذه الخطوة شجعت الكثير من غير المسلمين للقدوم إلى المركز لطرح بعض الأسئلة أو إبداء الصورة التي يحملونها عن الإسلام والتي تكون مشوهة في غالب الأحوال إعلاميا، ويتاح لهم من قبل المركز مشاهدة المسلمين وهم يؤدون الصلوات الأخرى، وكذلك بعض الجوانب الأخرى كقراءة القرآن، واستماع الخطب. ويكشف منسوبو المركز للسائلين الصورة الحقيقية للإسلام، ويهدف المركز إلى إظهار حقيقة الدين الإسلامي كخطوة أساسية، حتى في عدم رغبة السائلين اعتناق الدين، ومع ذلك فإن المعدل السنوي للذين يعلنون إسلامهم لدى المركز يقارب 350 فردا، بحسب مدير المركز الدكتور الدبيان.
وكنتيجة للجهد الذي يقوم به المركز الثقافي الإسلامي في لندن مع غير المسلمين، فإن هناك الكثير ممن يتأثرون بسماحة الدين ليعلنوا إسلامهم، ويحرص المركز على استمرار التواصل مع هذه الفئة، من خلال دورات وبرامج توفر لهم، ويطلق عليها برامج المسلمين الجدد، يتم خلالها تقديم الدعم والاجتهاد في حل كافة الإشكالات، بما فيها الإشكالات الفكرية والاستفسارات كمسلمين جدد.
ويرى عدد من الجالية المسلمة أن المركز الثقافي الإسلامي في لندن بمثابة شريان الترابط مع بقية الجمعيات والمراكز الإسلامية الأخرى، وقد تكون هذه الرؤية قد تفعلت بعد أن نجح المركز بجهود مشتركة مع بقية الأطراف في الوصول إلى مواقيت موحدة سواء لبدء شهر رمضان المبارك أو عيدي الفطر والأضحى، وكذلك فيما يتعلق بأوقات الصلوات في بريطانيا، خاصة أن المواقيت مختلفة من مسجد لآخر باختلاف المذاهب، وهو من شأنه أن يؤدي إلى قلة المصلين في المساجد بسبب تأخر بعض المواقيت، لا سيما صلاة العشاء التي تؤدى في وقت متأخر في بعض المساجد، في ظل ارتباط المصلين بأعمال في أوقات مبكرة في اليوم التالي.
يقول مدير المركز الثقافي الإسلامي في لندن ما حدث: «بالنسبة للأهلة فإن أغلب المسلمين في العالم يعتمدون على رؤية مكة المكرمة، فإذا رؤي الهلال هناك، وبدأ الصيام في السعودية، وكذلك فيما يتعلق بالأعياد، وقد تمسكنا نحن في المركز الثقافي الإسلامي في لندن بهذا الرأي الذي يسير عليه أغلب المسلمين، وفيما يتعلق بمواقيت الصلاة، فقد حصل شبه إجماع في بريطانيا على رأي حزب العلماء الذي اجتهد في متابعة الشفق والشروق والغرب، بالعين المجردة، ليتم تحديد التوقيت الجديد، وهذه مسألة اجتهادية وهناك بلا شك آراء أخرى».

## نشر رسالة الإسلام

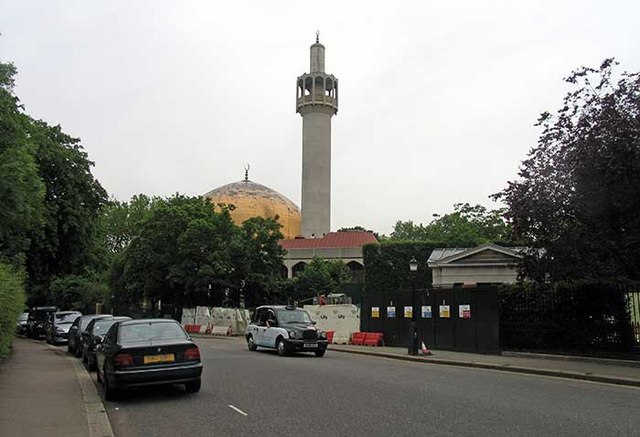
حديقة ريجنت بارك ويظهر مسجد لندن المركزي في الخلف

التعاون من الأسس المهمة جدا في مجال الدعوة الإسلامية، وخاصة لسد الحاجة القائمة المتنوعة، يوجد بين المركز والمراكز الأخري تنسيق وتعاون في بعض البرامج والأعمال. هناك تعاون بين المركز ومكتب الدعوة الإسلامية التابع لوزارة الشؤون الإسلامية والدعوة والإرشاد وهناك كذلك لجنة تنسيق بين المركز ومجموعة مهمة أخرى من المراكز الإسلامية للجالية العربية في لندن. والمجال والمجموعات التي يشارك فيها المركز أو يرأسها هي أيضا من صور التعاون ومنها مثلا:
- مجلس الشريعة بالاشتراك مع مجموعة من العلماء والمشايخ في المراكز والمساجد ومهمة المجلس النظر في القضايا الشخصية والحالات الاجتماعية التي تهم المسلمين حسب الشريعة الإسلامية.

وهذه الصلات والتعاون مما يخدم الدعوة والعمل الإسلامي في عدة أمور منها:
1. معرفة ما لدى المراكز الأخرى من مناشط للاستفادة منها ومن نتائجها وأفكارها.
2. التعاون في بعض البرامج التي تفوق قدرة المركز الواحد وامكاناته المتاحة، فاجتماع عدد من المراكز للعمل في خطة واحدة كفيل بنجاحها بصورة أفضل.
3. تبادل الخبرات في العمل وتطوير الخبرات الذاتية لكل مركز.

### تصحيح صورة الإسلام
تتعرض صورة الإسلام في الإعلام الغربي عامة وكذلك في كثير من الكتب المدرسية للتشويه والتزوير بصورة عامة، ويرجع ذلك إلى عدد من العوامل والاسباب منها:
- قلة المعرفة عن الإسلام والمسلمين فيجتهد المؤلف أو الكاتب الصحفي في تفسير ظواهر إسلامية ووقائع لها خلفيات دينية لا يفهمها بسبب عدم المعرفة، فيقع في التشويه والتحريف، وهنا تقع مسؤولية كبيرة على المسلمين في التعريف بدينهم بصورة أفضل ومنهج جديد وحديث.
- أسباب فكرية ايديولوجية موجية لتقديم صورة غير صحيحة عن المسلمين ، وعادة ما يكون وراء هذا النوع من التشويه المنظم توجيهات سياسية أو صهيونية مقصودة لخدمة اهدافها. وهذا النوع من التشويه يحتاج إلى وجود إعلام ومنظم ودعاية مضادة، وهذه المهمة فوق قدرة المراكز الإسلامية في الغرب فيه تحتاج إلى هيئات متخصصة ذات تأهيل وعلاقات بالدوائر الإعلامية والسياسية.

يسعى المركز من خلال قنوات العلاقات فيه إلى تقديم صورة مشرقة عن الإسلام، وهناك مساهمات للمركز عن طريق التأثير بالمدارس الإنجليزية وزياراتها، كما ان المركز عضو في مجموعة الحوار الديني «انتر فيث» مع مجموعة من المنظمات والهيئات الدينية المسلمة وغير المسلمة ويرمي المركز من وراء ذلك إلى تحسين صورة الإسلام وتقديم مزيد من المعرفة عنه لدى الآخرين، مع النظر القضايا التي تهم جميع الاطراف الدينية ومحاولة التنسيق فيما بينها لذلك كتشجيع الحوار والاحترام المتبادل. وهناك مشروع إعلامي جديد في بي بي سي BBC لتقديم برامج ومطبوعات عن الإسلام. وللمركز دور كبير في توجيهه ومتابعته مع الاجتهاد في توفير مقترحات جيدة ليخرج العمل بالصورة المطلوبة.

## برنامج الأسرة المسلمة
مشكلة زواج المسلمات هي مشكلة قديمة، ولا يوجد في العالم الغربي مؤسسات إسلامية متخصصة في حل هذه المشكلات، ولكن المراكز الإسلامية والمؤسسات تضع لجانا وبرامج لسد هذا الفراغ، وهي بصورة عامة لا تزال في حاجة إلى التطوير. ومشاكل الزواج مشاكل اجتماعية تزداد تعقيداً في الغرب بسبب اختلاف الثقافات بين الزوجين واختلاف مناحي التفكيروالعادات واللغة. ويقوم الأئمة في المركز وهم من جمهورية مصر العربية بمساهمة فعالة في هذا الجانب، ويعد المركز برنامج خاص اسمه برنامج الأسرة المسلمة يشرف عليه الشيخ محمد عويس أحد أئمة المركز مع باحثة اجتماعية متخصصة، وهدفه توفير بعض النصح والتوجيه في القضايا التي تهم الأسرة، وله لقاء أسبوعي.

## مشاركات المركز الأوروبية

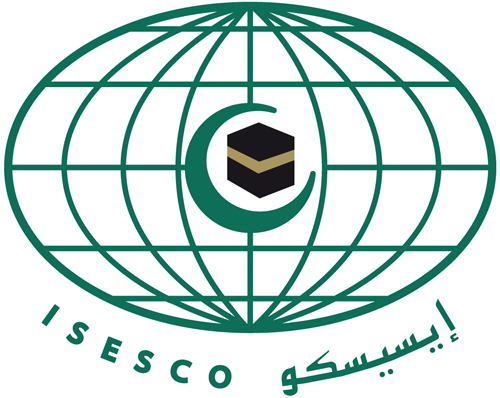
المنظمة الإسلامية للتربية والعلوم والثقافة (الإيسيسكو)

يشارك المركز في مؤتمرات هامه بدعوة دولية من الدول المستضيفة ، تحرص على مشاركة المركز الإسلامي السعودي ، منها دعوة وزارة الخارجية الدانمركية للمشاركة في مناقشات «الصور الكرتونية» المسيئة للرسول صلى الله عليه وسلم، ووزارة الخارجية الروسية للمشاركة في مؤتمر«الإرهاب ومكافحته»، ومؤتمرات عدة لمنظمة الإيسيسكو لإعداد إستراتيجية المنظمة للعمل الإسلامي في الغرب .
كما أن هناك اتفاقيات ثنائية بين المركز وجهات متعددة ، منها وثيقة تعاون مع وزارة الشؤون الإسلامية والدعوة والإرشاد لدعم القطاع التعليمي وعقد الندوات العلمية وغيرها ، ووثيقة تعاون مع منظمة الإيسيسكو للتربية والثقافة والعلوم ، كما يتمتع المركز بعلاقة تعاون وعمل مشترك مع رابطة العالم الإسلامي، وكل هذه المؤسسات والمنظمات الدولية تتشارك اهتماماتها مع المركز في مجال التعليم والثقافة.

### مذكرة تفاهم
وقع المركز على مذكرة تفاهم بين المنظمة الإسلامية للتربية والعلوم والثقافة - إيسيسكو- والمركز الثقافي الإسلامي بلندن، وذلك خلال حفل اختتام المؤتمر الدولي لجمعيات المجتمع المدني حول قيم المواطنة وتحالف الحضارات، الذي عقد في المقر الدائم للإيسيسكو، خلال الفترة من 19 إلى 21 ديسمبر 2012.
وتهدف مذكرة التفاهم إلى التعاون بين الإيسيسكو والمركز في تنظيم اجتماعات وورش عمل ودورات تدريبية، وإعداد ونشر الأبحاث والدراسات في المجالات ذات الاهتمام المشترك، وخاصة في مجال نشر الثقافة والفنون الإسلامية، وتعليم اللغة العربية للناطقين بغيرها، وتعزيز الحوار بين الثقافات والحضارات والأديان، والتصدي لحملات التشويه الإعلامي للإسلام والمسلمين، ومعالجة الصور النمطية عن الإسلام ورموزه ومقدساته في الكتب المدرسية في أوروبا.

## معرض إسلامي
أقام المركز الثقافي الإسلامي في لندن معرضا إسلاميا يحكي إشعاع نور الإسلام من مكة المكرمة في المملكة العربية السعودية مرورا بالرسالة التي جاء بها النبي محمد صلى الله عليه وسلم هاديا للبشرية جمعاء لعبادة الله وحده.
وقد أبرز المعرض مجالات العلم والمعرفة التي قدمها وطورها علماء الإسلام خدمة للبشرية جمعاء وعلى مر العصور. وذلك ضمن ندوة الأسبوع العالمي للوئام بين أتباع الديانات. الذي دعت إليه الجمعية العامة للأمم المتحدة في أكتوبر من عام 2010م.

## معرض الصور

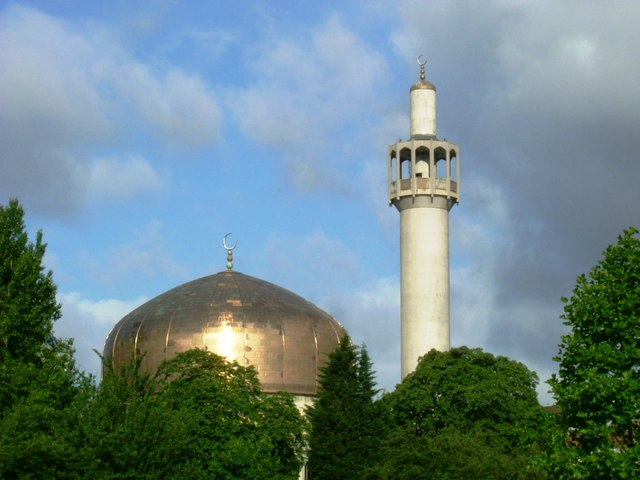
مسجد لندن المركزي
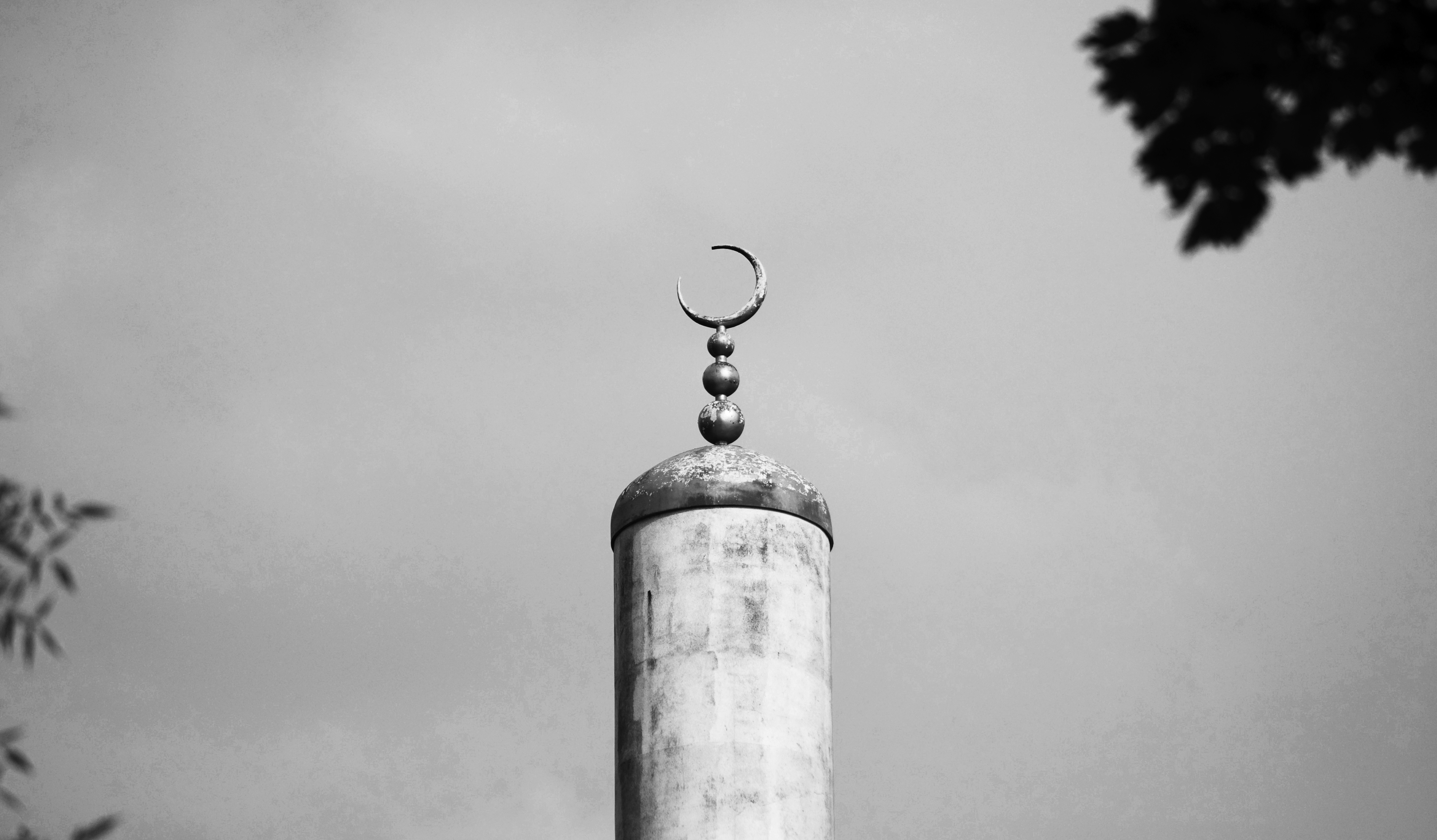
المركز الثقافي الإسلامي في لندن، حديقة ريجنت بارك
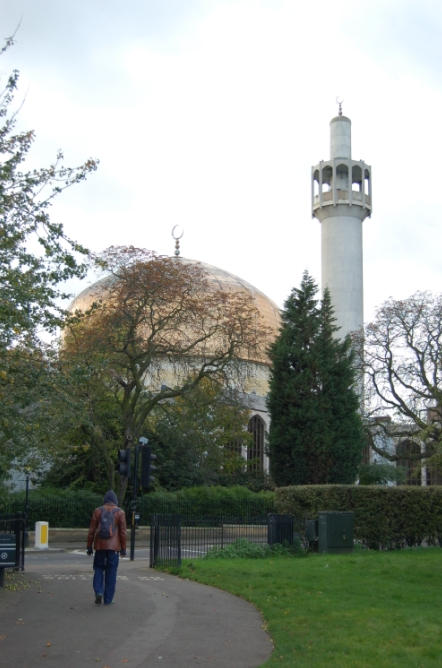
المركز الثقافي الإسلامي في لندن
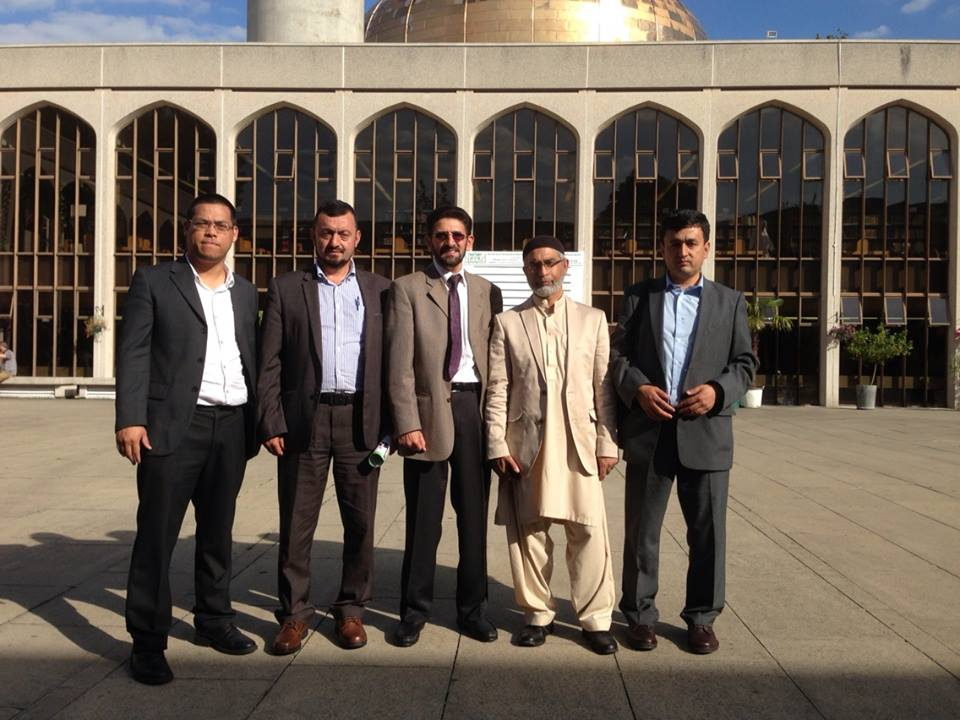
زوار للمركز
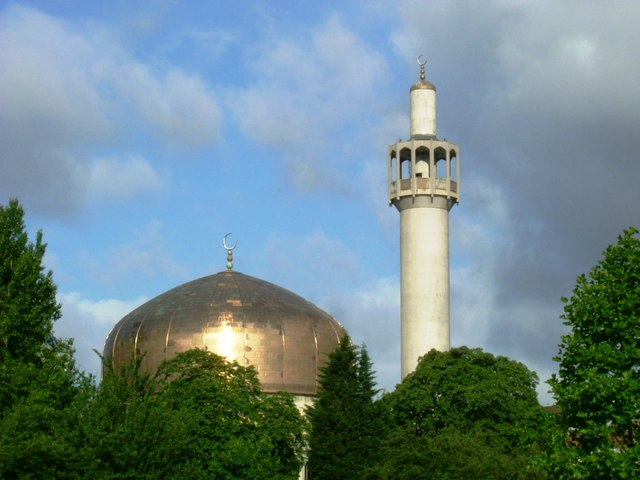
المركز الثقافي الإسلامي في لندن
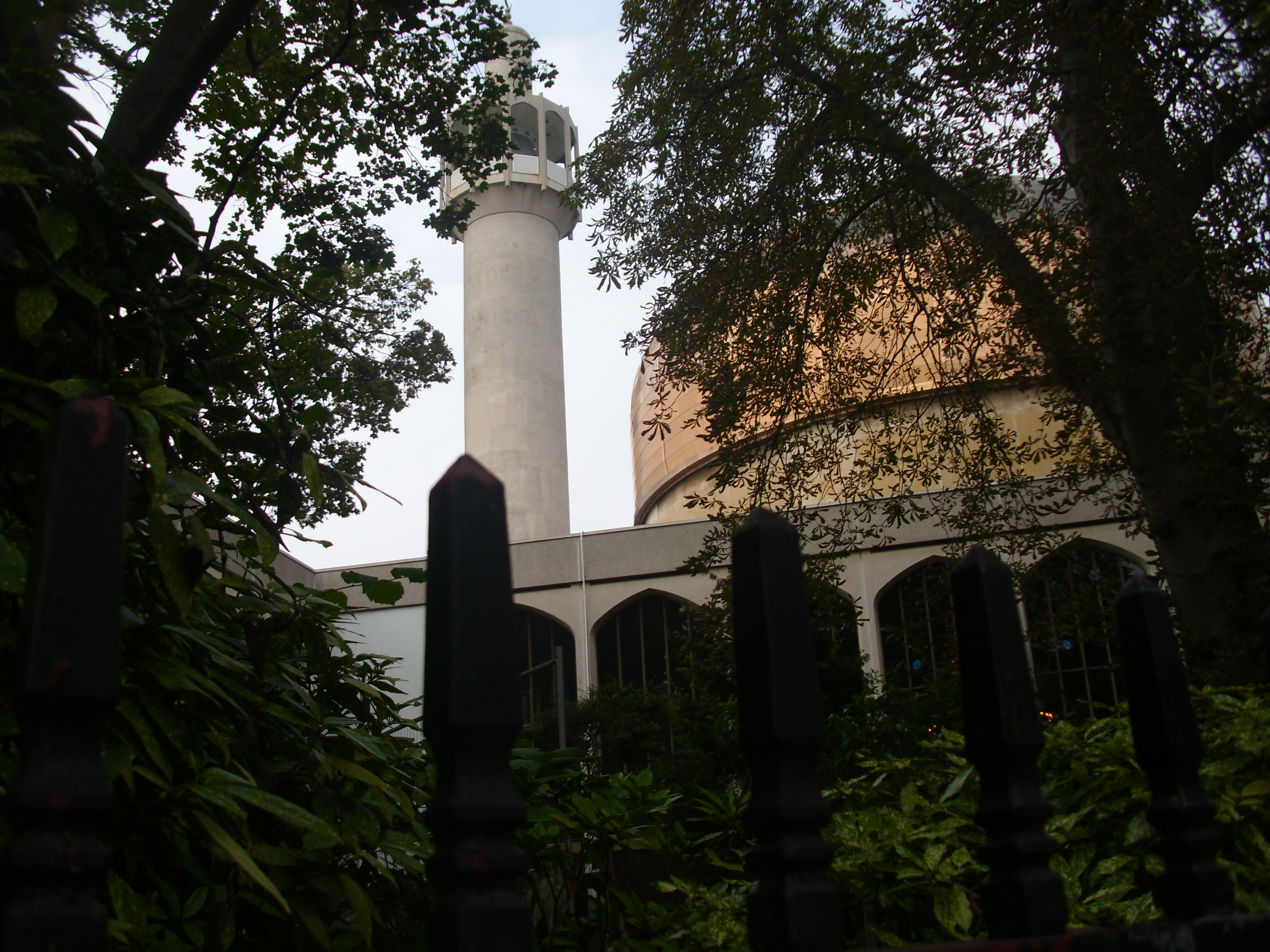
المركز الثقافي الإسلامي في لندن
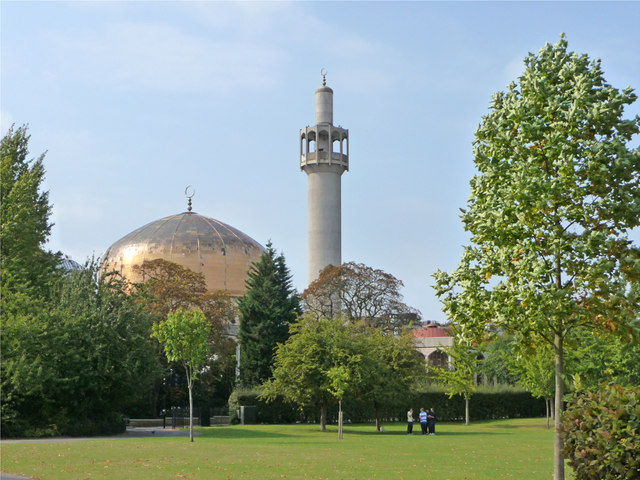
المركز من جانب حديقة ريجنت
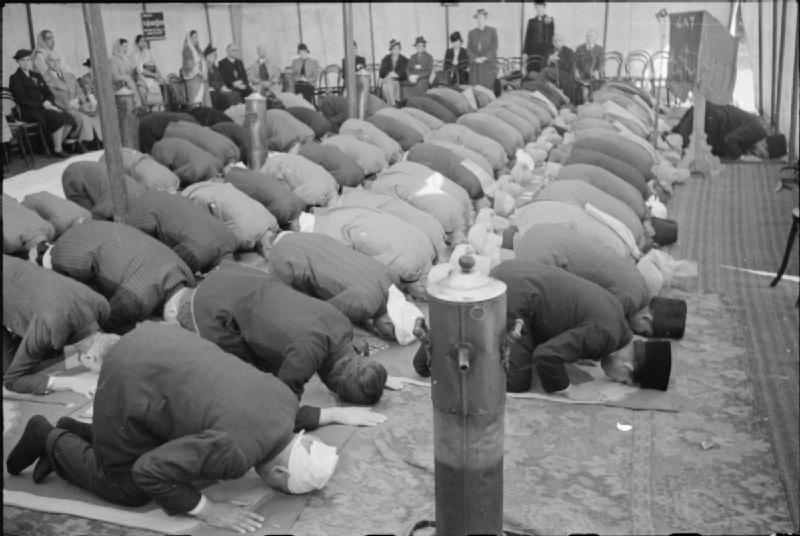
المسلمون في بريطانيا 1941م
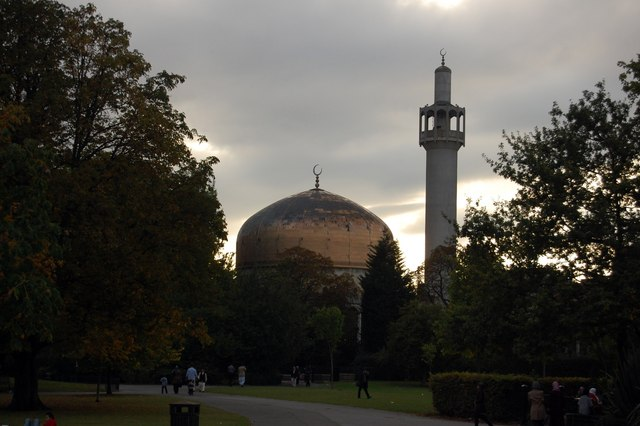
المركز وتظهر فيه المئذنة والقبة من جهة ريجنت بارك
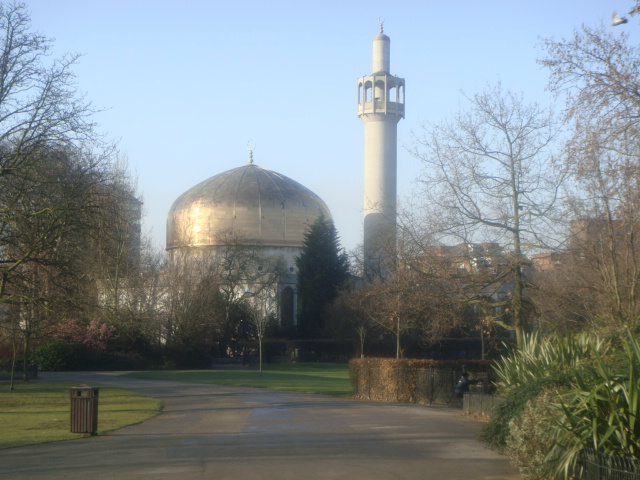
المركز من جانب حديقة ريجنت
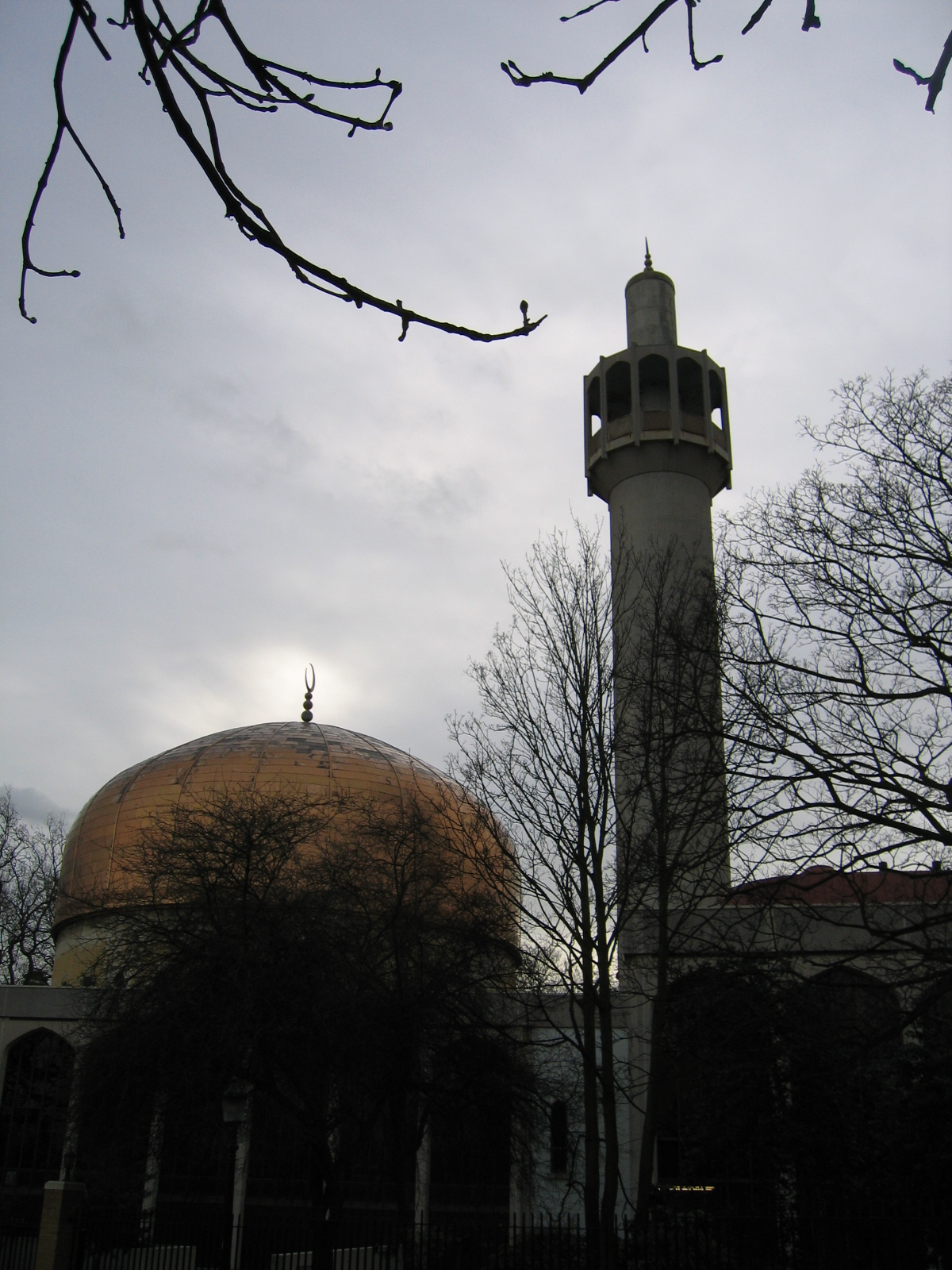
المركز الثقافي الإسلامي في لندن
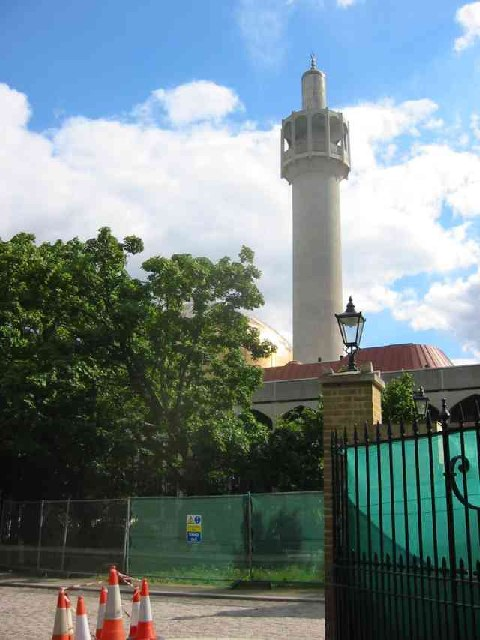
منارة المسجد من جانب حديقة ريجنت بارك
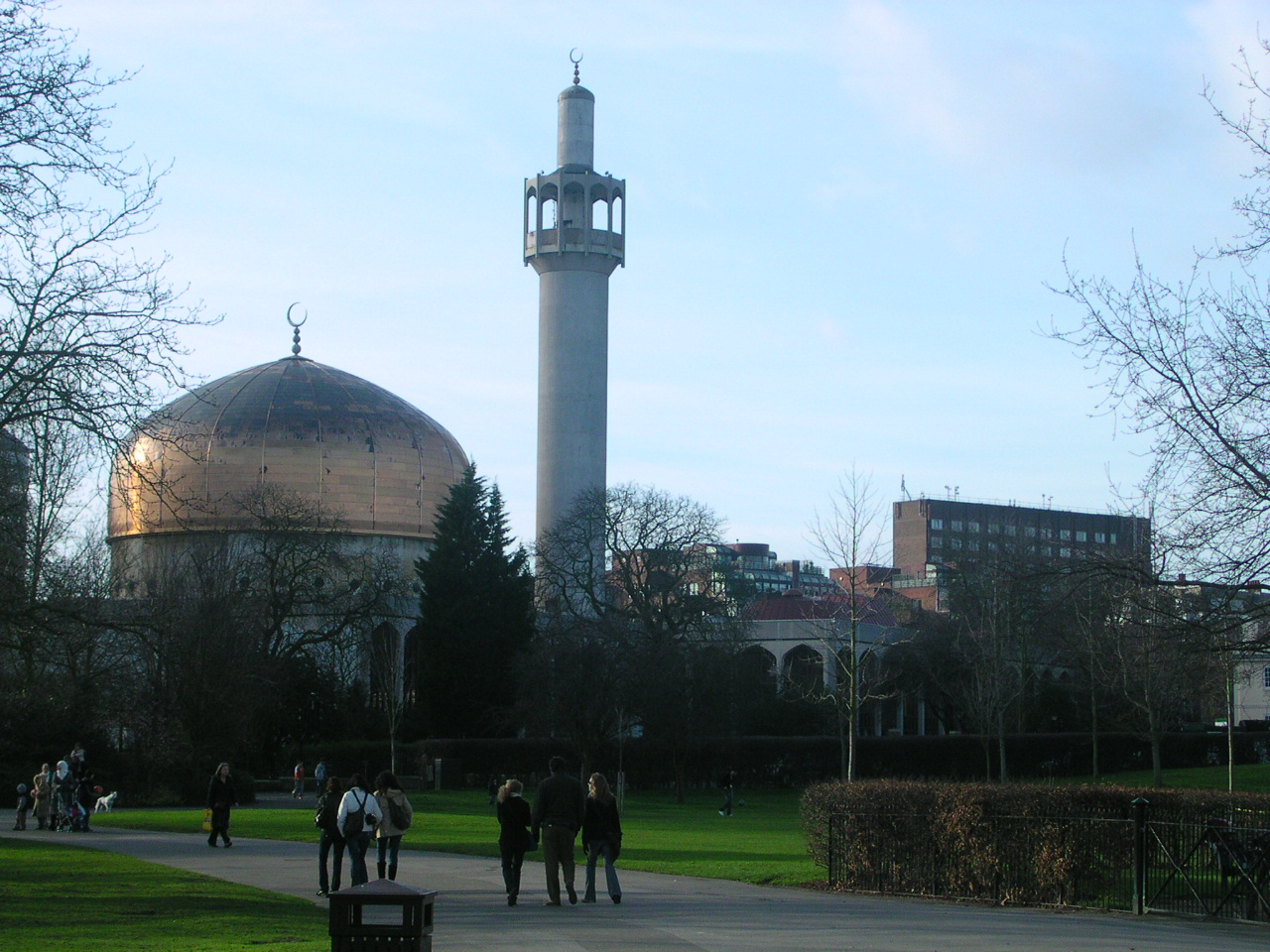
المركز من جانب ريجنت بارك
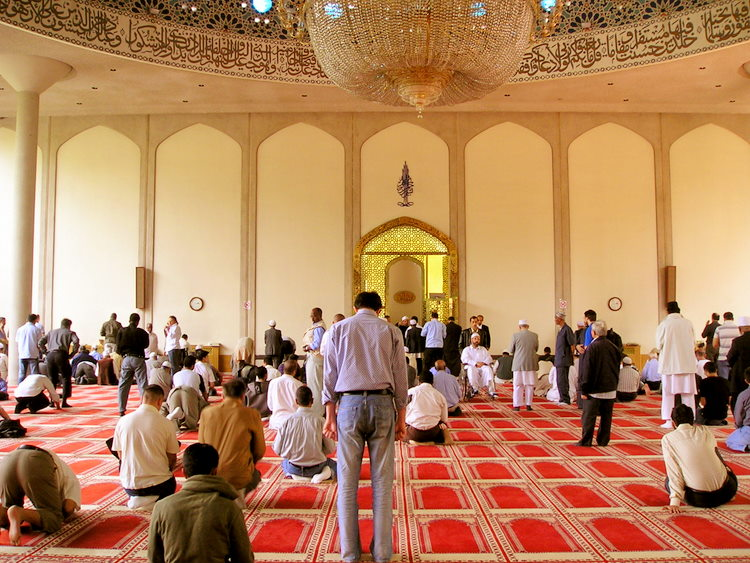
داخل مسجد لندن المركزي
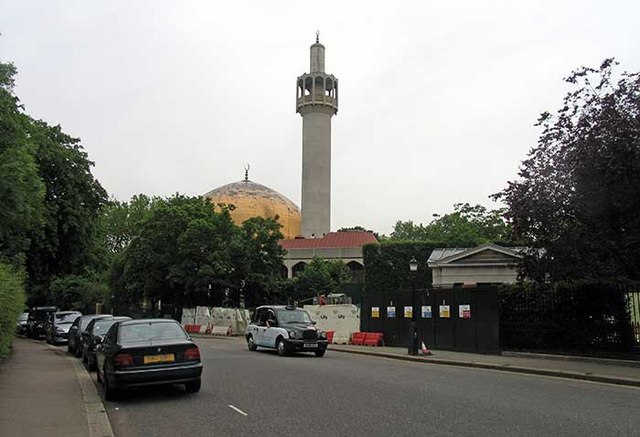
حديقة ريجنت بارك ويظهر مسجد لندن المركزي في الخلف
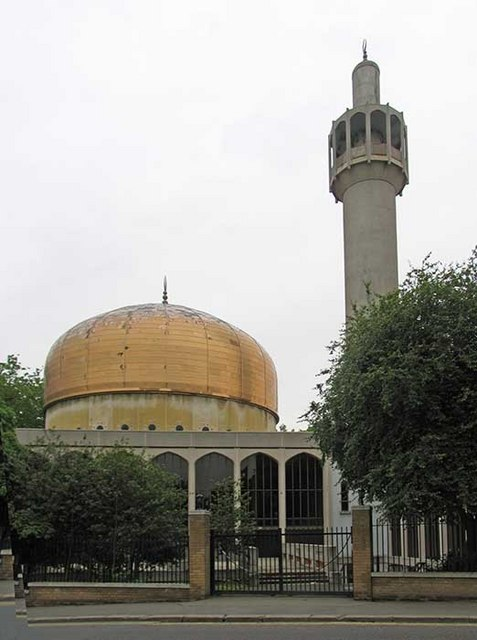
المركز الثقافي الإسلامي في لندن

## وصلات خارجية
- The Islamic Cultural Center - المركز الثقافي الإسلامي في لندن.